# Samuel Jones (zapaśnik)
Samuel "Sammy" Lee Jones (ur. 9 listopada 1993) – amerykański zapaśnik walczący w stylu klasycznym. Zajął siedemnaste miejsce na mistrzostwach świata w 2021. Złoty medalista mistrzostw panamerykańskich w 2022 i brązowy w 2016. Trzeci na uniwersyteckich MŚ w 2014. Zawodnik Northern Michigan University.